# 姚晨恶之花事件
姚晨恶之花事件是2014年3月发生的网络事件，中国女星姚晨在2014年昆明火车站暴力恐怖袭击事件发生后，在其发表的微博中，将中国（昆明）称为“恶之花绽放的土地”。外界认为她将这起恐怖袭击事件定性为新疆维吾尔族民众因中国政府“暴政”、“民族压迫”而产生的反抗，质疑事件性质，否认中国及中国民众为恐怖袭击受害者的身份。
虽然中国舆论因此事对她的批评持续至今，但对于“恶之花绽放”是批评中国政府（中国共产党）暴政，还是谴责恐怖分子或恐怖袭击，以及新疆地方警察机关在2014年3月4日的质询，姚晨从未有过公开说明或回应。2019年时，新浪微博CEO王高飞批判再度提及恶之花事件的网友，他认为姚晨因政治认知和外部环境，说过“错话”，但她现在已转变，是做好本职工作，为国家做出贡献的人。

## 事件经过
2014年昆明火车站暴力恐怖袭击事件发生后的次日（3月2日）凌晨2时11分，姚晨在新浪微博发文：“难过的无以言表，恶之花绽放的土地，愿真相早日到来，告慰无辜的亡灵...”不久，微博被删除。此微博是被新浪微博管理者删除，或姚晨删除，无从得知。10时38分，姚晨再度发文：“默哀”。
当时，中国普通网民群情激愤，要求严惩恐怖袭击的凶手。而境外媒体，主要是西方媒体的报道则引发了争议，他们未将事件定性为恐怖袭击。与西方媒体类似，部分公知和新浪微博大V集体表达了对凶手的同情和理解，指责中国政府的“暴政”是造成恐怖袭击的原因，更有大V为被击毙的凶手们祷告，呼吁网民反对政府击毙暴徒。一批同情凶手的微博在发表后即“被（新浪）删除”。
“恶之花绽放的土地，原真相早日到来，告慰无辜的亡灵”语句本身有歧义。舆论将姚晨说的“愿真相早日到来”，理解为她否认昆明事件是恐怖袭击，而是另有真相。认为她与西方媒体观点一致，将恐怖袭击事件定性为新疆维吾尔族民众因中国政府暴政、民族压迫而产生的反抗。3月4日，新疆地方警察机关在新浪微博的帐号发文，以“这位女星”指代，对她质疑事件性质，发出不点名的批评。认为她与“混淆黑白”、“挑拨离间”的西方无良媒体保持了高度一致。
在中文中，“恶之花”本身并非特有名词，有多种用法。有文章指，“恶之花”曾被用以形容中国共产党及中国政府行政的阴暗面，即所谓“暴政”。“恶之花绽放的土地”被认为是指昆明、中国。

## 后续舆论
2017年，在难民事件中饱受舆论批评的姚晨，称“时常庆幸自己生长在一个和平安定的国家”。她对中国前后相互矛盾的评价，依旧被批评。
2019年上半年，姚晨凭借电视剧 《都挺好》中的苏明玉一角再度翻红。在人民网对她的采访中提及，她对剧中角色找苏明玉道歉一幕“感到非常动容”。网友则表示没有等到她为“恶之花”的道歉，更称之为“污点明星”。
2019年10月1日，受中国政府邀请，姚晨以观礼嘉宾身份与其他明星一共参加庆祝中华人民共和国成立70周年大会。次日，姚晨发微博，指自己14岁时，到北京想幹的第一件事，即是“去天安门看升旗”，微博最后，她写到“我爱我的祖国，无论过去、此刻，还是将来。”抒发爱国之情的微博发出后，姚晨仍被外界批评，认为她是“恨国公知”“连夜绣红旗”，亦是投机爱国、“两副面孔”。
当10月2日，某位微博网友再度提及恶之花事件时，新浪微博CEO王高飞以个人帐号“来去之间”回应，批评再度提及恶之花事件的该网友，并攻击其使用的手机，表达对廉价手机用户的歧视。一批批评姚晨的帐号被封。王高飞认为姚晨因政治认知和外部环境，说过“错话”，现在她做好本职工作，并对国家做出贡献。网友重提恶之花事件，让姚晨没有政治安全感，是国贼。王高飞的言论进一步引发舆论攻击。最终，王高飞就自己关于手机的言论道歉。同时，他认为网友“翻旧账”像癌症。

## 影响
2019年11月14日，第28屆金雞百花電影節主办方在新浪微博的官方帐号发文，宣传担任电影节形象大使的姚晨，引发网络争议。舆论认为她无资格担任大使。
另外，姚晨因此番言论被许多中国网友揶揄为“恶之花”。而“恶之花绽放的土地”也常被用于揶揄群体枪击事件频发的美国。

## 备注
1. 1 2  中华人民共和国（中国）为党国体制，由中国共产党一党专政，党领导一切。中华人民共和国政府（中国政府）、中国共产党两者，可视同一体。
2. 1 2  “阿勒泰公安在线[3]”是新疆维吾尔自治区阿勒泰地区公安局在新浪微博的官方微博[6]。
3. 1 2  2019年10月2日，王高飞在新浪微博回复内容：“每个人，因为认知和外部环境，说两句错话，正常，关键是别人是不是做好了本质工作，是不是改正，人过去几年拍的片子说明了……反而有些人不努力工作，给国家交税，还去喷别人，让给国家做贡献的人，没有政治安全感，这就是国贼 [4]”。原文中的“本质工作”当是“本职工作”笔误。
4. 1 2  “做好本职工作”，为国家做出贡献，通常是称赞普通人爱国行为的用语[13]。
5. 1 2  新浪微博发表后“被删除”。新浪管理者删除，发表者删除是两大删除原因。
6. ↑  “难过的无以言表，恶之花绽放的土地，愿真相早日到来，告慰无辜的亡灵”，可以有两种理解：
一是，“难过的无以言表，恶之花（中国政府暴政[1]）绽放的土地，愿真相（反抗中国政府暴政和对维吾尔族民族压迫的行动[3]）早日到来，告慰无辜的亡灵（反抗暴政、民族压迫的抵抗者）”
二是，“难过的无以言表，恶之花（恐怖袭击）绽放的土地，愿真相（恐怖袭击内情）早日到来，告慰无辜的亡灵（袭击死难者）”
7. ↑  “阿勒泰公安在线”于2014年3月4日在新浪微博所发微博的内容[3]：昆明恐怖袭击，全国震惊、举世瞩目……在CNN等西方无良媒体混淆黑白、挑拨离间的同时，国内极少数公众人物与西方无良媒体保持了高度一致性。……针对昆明暴恐事件，还有一位著名的女星说“恶之花绽放的土地，愿真相早日到来”……我们不禁要问这位女星，面对暴力恐怖袭击，能否告诉国人孰善孰恶？“恶之花绽放的土地”指的可是我们祖祖辈辈的国土？您就生长在这片国土上，您的善恶标准是什么，您到底想知道什么样的真相？昆明“2014.3.1”事件是十足的暴力恐怖袭击事件，是十足的反人类、反文明、反社会暴力恐怖事件行为。这就是真相！！面对令人发指的暴力恐怖行径，全国同胞共讨之，世界各国共讨之。……请问这位著名女星，您的善恶去哪儿了？怎样的真相才算是真……
8. ↑  新浪微博CEO王高飞有两个微博账号，一是@来去之间，二是实名账号@王高飞[12]。